# جوزپه میکولیس
جوزپه میکولیس (انگلیسی: Giuseppe Miccolis؛ زادهٔ ۶ آوریل ۱۹۷۳) بازیکن فوتبال اهل ایتالیا است.
از باشگاه‌هایی که در آن بازی کرده‌است می‌توان به باشگاه فوتبال لوگانو اشاره کرد.